# Вирус простого герпеса второго типа
Вирус простого герпеса второго типа (ВПГ-2) или герпесвирус человека тип 2 (ГВЧ-2, англ. Human alphaherpesvirus 2, ранее Human herpesvirus 2) — вид вирусов семейства герпесвирусов, вызывающий у человека генитальный герпес. Этот вирус является нейротрофным[уточнить] и нейроинвазивным, то есть после заражения мигрирует в нервную систему.
Вирус особенно опасен для людей с ослабленной иммунной системой, например для ВИЧ-инфицированных, а также для тех, кто недавно перенёс операцию по трансплантации органов, так как медикаменты, используемые при трансплантации, подавляют иммунную систему.
В 2016 году для отображения подсемейства, к которому относится вид, ему изменили научное название.

## Эпидемиология
В разных странах мира серопревалентность к вирусу простого герпеса второго типа и/или первого типа находится между 60 и 95 % у взрослых.
В США 16,2 % населения заражено Human alphaherpesvirus 2.

## Введение
ВПГ-2 передаётся почти исключительно половым путем и проявляется в генитальной или анальной области (генитальный герпес).
Инфицирование оральным и генитальным герпесом в основном проходит бессимптомно, но может сопровождаться лёгкими симптомами либо вызывать образование болезненных пузырьков или язв в инфицированной зоне. Большинство инфицированных не знают о наличии у них инфекции. Как правило, о ранее поставленном диагнозе генитального герпеса сообщают около 10—20% лиц, инфицированных ВПГ-2. Люди, инфицированные ВПГ-2, могут ощущать лёгкое покалывание или стреляющую боль в ногах, бёдрах и ягодицах прежде, чем появятся генитальные язвы.
Заражение ВПГ-2 сохраняется всю жизнь и не поддаётся лечению.

## Лечение
Наиболее эффективными лекарственными средствами для лиц, инфицированных ВПГ, являются антивирусные средства ацикловир, фамцикловир и валацикловир. Они помогают снизить тяжесть и частоту появления симптомов, однако инфекцию не излечивают.

## Симптомы

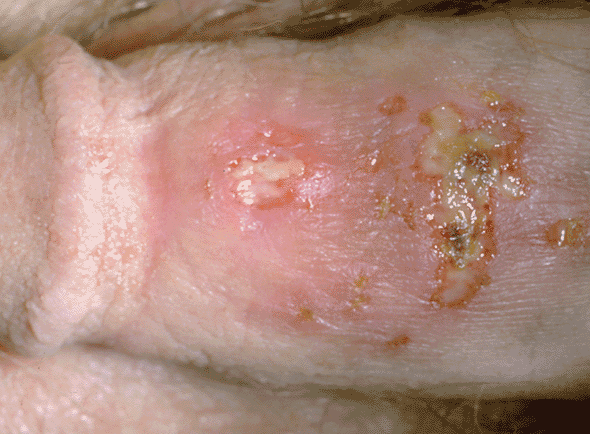
Генитальный герпес у мужчин. Везикулы, изъязвления и корочки на половом члене
Генитальный герпес у женщин. Везикулы, изъязвления в области промежности, вульвы, ануса